# Steudnera gagei
Steudnera gagei är en kallaväxtart som beskrevs av Kurt Krause. Steudnera gagei ingår i släktet Steudnera och familjen kallaväxter.
Artens utbredningsområde är Assam (Indien). Inga underarter finns listade.